# Bric del Terma
Il Bric del Terma (760 m s.l.m.) è un monte della valle Stura situato al confine tra il comune di Masone in Liguria e il comune di Bosio in Piemonte.

## Accesso alla vetta
Il monte è facilmente raggiungibile dai Piani di Praglia e da Masone.